# Cephaloscyllium cooki
Cephaloscyllium cooki  (лат.) — один из видов рода головастых акул, семейство кошачьих акул (Scyliorhinidae). Это малоизученный вид кошачьих акул, эндемик Арафурского моря.

## Таксономия
Этот вид был впервые описан в статье CSIRO. Его видовое название англ. cooki дано в честь исследователя акул Сида Кука (англ. Sid Cook).

## Ареал и среда обитания
Cephaloscyllium cooki обитает исключительно в Арафурском море от Северной территории (Австралия) до островов Танимбар (Индонезия) на глубине 220—300 м.

## Описание
Это акула длиной до 30 см с короткой широкой головой, плотного телосложения. Морда приплюснутая и закруглённая. Ноздри окаймлены складками кожи, которые не достигают рта. Щелеобразные глаза овальные, расположены высоко. Рот длинный и узкий. Борозды по углам рта отсутствуют. Во рту имеются 50—61 и 49—62 зубных ряда на верхней и нижней челюстях соответственно. Каждый зуб оснащён длинным центральным и двумя латеральными маленькими остриями. Верхние зубы видны, даже когда рот закрыт. Четвёртая и пятая пара жаберных щелей короче первых трёх и расположены над основанием грудных плавников.
Грудные плавники довольно маленькие и остроконечные. Верхние концы первого и второго спинных плавников закруглены. Первый спинной плавник выше и крупнее второго. Он расположен над задней половиной основания грудных плавников. Второй спинной плавник расположен над анальным плавником и похож на него по форме, хотя немного меньше по размеру. Брюшные плавники маленькие и заострённые. Птеригоподии самцов очень длинные. Хвостовой плавник имеет ярко выраженную нижнюю лопасть и глубокую вентральную выемку у кончика верхней лопасти. Кожа покрыта редко разбросанными плакоидными чешуйками. Характерный окрас представляет собой 6 размытых тёмных пятен на спине и 2 на хвосте, разбросанных по коричнево-серому фону. Фронтальный край первого пятна захватывает оба глаза. Морда и плавники покрыты тёмными точками, кроме того, точки имеются на пятнах. Бока бледнее, а брюхо имеет ровный серый окрас.

## Биология и экология
Подобно прочим головастым акулам Cephaloscyllium cooki, способны накачиваться водой и раздуваться в случае опасности; таким способом они плотно занимают щели, не давая себя схватить, и даже отпугивают хищника.